# Nowe Borszyny
Nowe Borszyny (niem. Neu Borschenen) – przysiółek wsi Borszyny w Polsce, położony w województwie warmińsko-mazurskim, w powiecie kętrzyńskim, w gminie Barciany.
W latach 1975–1998 przysiółek administracyjnie należał do województwa olsztyńskiego.
W miejscowości brak zabudowy.